# Heterhelus sericans
Heterhelus sericans är en skalbaggsart som först beskrevs av Leconte 1869.  Heterhelus sericans ingår i släktet Heterhelus och familjen kullerglansbaggar. Inga underarter finns listade i Catalogue of Life.